# Song Jong-sun
Song Jong-sun (Pyongyang, 3 de novembro de 1981) é uma futebolista norte-coreana que atua como defensora.

## Carreira
Song Jong-sun integrou o elenco da Seleção Norte-Coreana de Futebol Feminino, nas Olimpíadas de 2008. 